# Lake Cuyamaca
Der Lake Cuyamaca oder Cuyamaca Lake ist ein Stausee im San Diego County in Südkalifornien. Der Stausee wurde im Jahre 1888 erstellt, um die Stadt San Diego mit Wasser zu versorgen. Heute wird der See zum Fischen genutzt. Am Ufer befindet sich ein Campingplatz.